# William Blassingame
William Blassingame (* 13. Januar 1836 in Greenville, South Carolina; † nach 1881) war ein US-amerikanischer Politiker (Demokratische Partei).

## Leben
Blassingame wuchs in South Carolina auf. Im Mai 1861 trat er in die Confederate States Army ein. Dort nahm er als Arzt an General McCullochs Missouri Campaign teil. Als sich der Sezessionskrieg seinem Ende näherte, zog Blassingame mit seiner Frau von Versailles, Missouri nach Texas und ließ sich dort 1865 in Whitesboro, Grayson County nieder. Er praktizierte hier als Arzt und betätigte sich des Weiteren als Farmer. 1875 war er Mitglied der Constitutional Convention und ein Jahr später einer der Unterzeichnung der neuen texanischen Verfassung. Im Februar 1876 kandidierte er als Demokrat für einen Sitz im texanischen Senat und konnte sich mit einem Vorsprung von fast 1000 Stimmen gegen seinen republikanischen Kontrahenten durchsetzen. Er gehörte dem Senat vom 18. April 1876 bis zum 11. Januar 1881 an.